# Dagmersellen
Dagmersellen är en ort och kommun i distriktet Willisau i kantonen Luzern, Schweiz. Kommunen har 5 878 invånare (2023).
Den 1 januari 2006 utökades kommunen genom sammanslagning med Buchs och Uffikon. 